# Hans Dunkelberg
Hans Dunkelberg (Mülheim, 7 de Agosto de 1918 - ) é um militar alemão. Foi comandante da U-Boot que serviu na Kriegsmarine durante a Segunda Guerra Mundial.